# XML Process Definition Language
XPDL (XML Process Definition Language, c'est-à-dire langage de définition de processus en XML) est une norme de format ouvert et extensible du consortium Workflow Management Coalition qui permet de définir des processus d'affaires à l'aide du langage XML et de les mettre en œuvre avec un moteur de workflow. XPDL est compatible avec la norme BPMN qui permet de représenter graphiquement les workflows, et dont XPDL est un format d'échange. La version actuelle est la 2.2.
La définition d'un processus comporte les principaux éléments (balises) suivant(e)s notables : les marques de début et de fin du ou des processus, les activités, leurs inter-relations (les transitions), les attributs qualifiant certains comportements de l'activité, les participants, rôles, groupes, et les interactions, relations entre les acteurs et les activités.
La définition ne comporte pas de façon native des attributs de positionnement (exemple : attributs (X, Y) d'une activité du diagramme représentant le processus) mais inclus la notion d'attributs étendus (la balise Extended Attribute) pour la plupart des composants. Certains éditeurs XPDL s'en servent pour mettre des attributs de positionnement.
XPDL 1.0 est annoncé en décembre 2002. XPDL 2.0 est annoncé le 3 octobre 2005.